# Sphenomorphus lineopunctulatus
Sphenomorphus lineopunctulatus är en ödleart som beskrevs av  Taylor 1962. Sphenomorphus lineopunctulatus ingår i släktet Sphenomorphus och familjen skinkar. Inga underarter finns listade i Catalogue of Life.